# Площадь Ленина (Ульяновск)
Площадь Ленина — одна из главных площадей Ульяновска (наряду с Соборной и площади 30-летия Победы), расположенная между Спасской улицей и бульварами Пластова и Новый Венец, соединённая  эспланадой с Соборной площадью.

## История

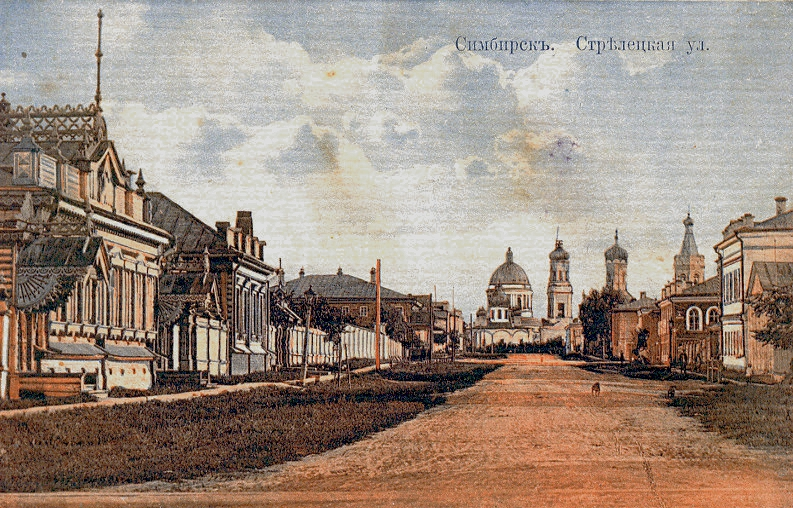
Открытка 1900 г. Симбирск. Стрелецкая улица.

Площадь создана в 1970 году к 100-летнему юбилею В. И. Ленина и названа «Площадь имени 100-летия со дня рождения В. И. Ленина». До 1970 года занимает территорию бывшей Стрелецкой Слободы, затем Стрелецкой улицы, с 1918 по 1940 гг. — ул. 25 Октября, в 1940—1970 гг. — ул. Ульянова. При строительстве площади были снесены ряд исторических зданий, в том числе Губернаторский дом, Владимирская церковь и Николаевская церковь, а также комплекс зданий бывшего Архиерейского дома. С началом строительства Ленинского мемориала планировалось перенести памятник Карлу Марксу, который оказался на проектируемой эспланаде, соединяющей две площади — Ленина (ныне Соборная площадь) и 100-летия со дня рождения Ленина. Однако памятник решили оставить на месте, только развернув его, чтобы он не стоял боком к гуляющим по эспланаде. В апреле 1969 года памятник развернули на 90°, повернув его лицом на восток и разбили вокруг него сад имени К. Маркса, по проекту Т. П. Шафранского. Когда же эспланаду решили продолжить до Мемориального центра, летом 1985 года памятник перенесли в центр эспланады, уничтожив окружавший его сквер. Но место оказалось очень неудачным, и памятник опять подвинули. В апреле 1986 года он был перенесён к зданию Гимназии № 1, где и находится до настоящего времени.

Вид с юга на север: Губернаторский дом, Николаевская церковь, слева — Карамзинский сквер и Владимирская церковь.

Здание Ленинского мемориального центра является главной составной частью архитектурного ансамбля. В этот ансамбль также вошли вновь образованная площадь, высотная гостиница «Венец», новый корпус педагогического института и эспланада (бывшая ул. Стрелецкая), соединившая площадь Ленина (ныне Соборная площадь) с новой площадью. В ансамбль вошёл мозаичный бассейн «Морское дно», площадью 720 м². Автором мозаики, заполняющей дно бассейна, является Зураб Церетели.
5 марта 2005 года на совещании у ульяновского губернатора было решено установить основателю города памятник Б. М. Хитрово. Достоверных исторических изображений воеводы не осталось, поэтому лицо было выбрано произвольно. Рядом скульптура жителя будущего города.
1 сентября 2007 года был открыт памятник Дмитрию Разумовскому.
В 2018 году была переименована в площадь Ленина. В то же время на тот момент площади Ленина было возвращено историческое название «Соборная», вследствие чего среди ульяновцев и гостей города возникла путаница.

## Описание
Площадь примыкает к главной Соборной площади, но многие считают именно площадь Ленина главным символом города. Со смотровых площадок на бульваре Новый Венец открывается захватывающий вид на Волгу и Заволжье, парк Дружбы народов и зеленые насаждения.
На территории площади расположены: мемориал Ленина, УлГПУ, Дом, где родился В. И. Ленин (музей), Дом А. С. Прибыловской (музей), Квартира-музей семьи Ульяновых, мозаичный бассейн «Морское дно» (автор Зураб Церетели), музыкальный фонтан, памятник Дмитрию Разумовскому, памятник Карлу Марксу, памятник М. А. Ульянова с сыном Володей, бюст И. А. Гончарова, памятник-бюст Гимову, памятный знак «Ульяновский могильник IX—XI вв.». 27 сентября 2024 года у памятника Б. М. Хитрово установили статуэтку «Колобок — Стенька Разин», посвящённая творчеству фольклориста Дмитрия Садовникова.

## Галерея

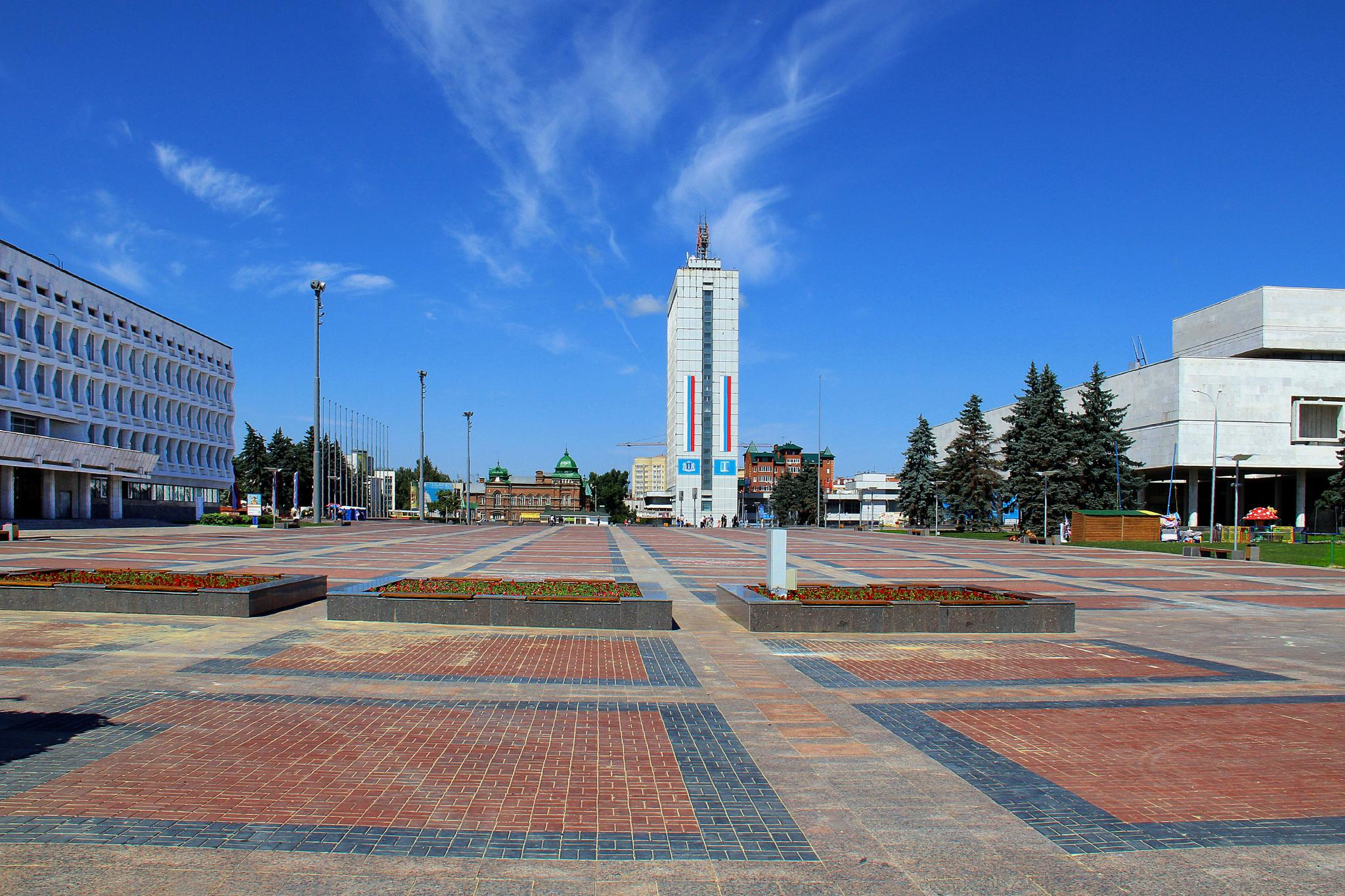
Площадь В. И. Ленина, вид со стороны Волги.
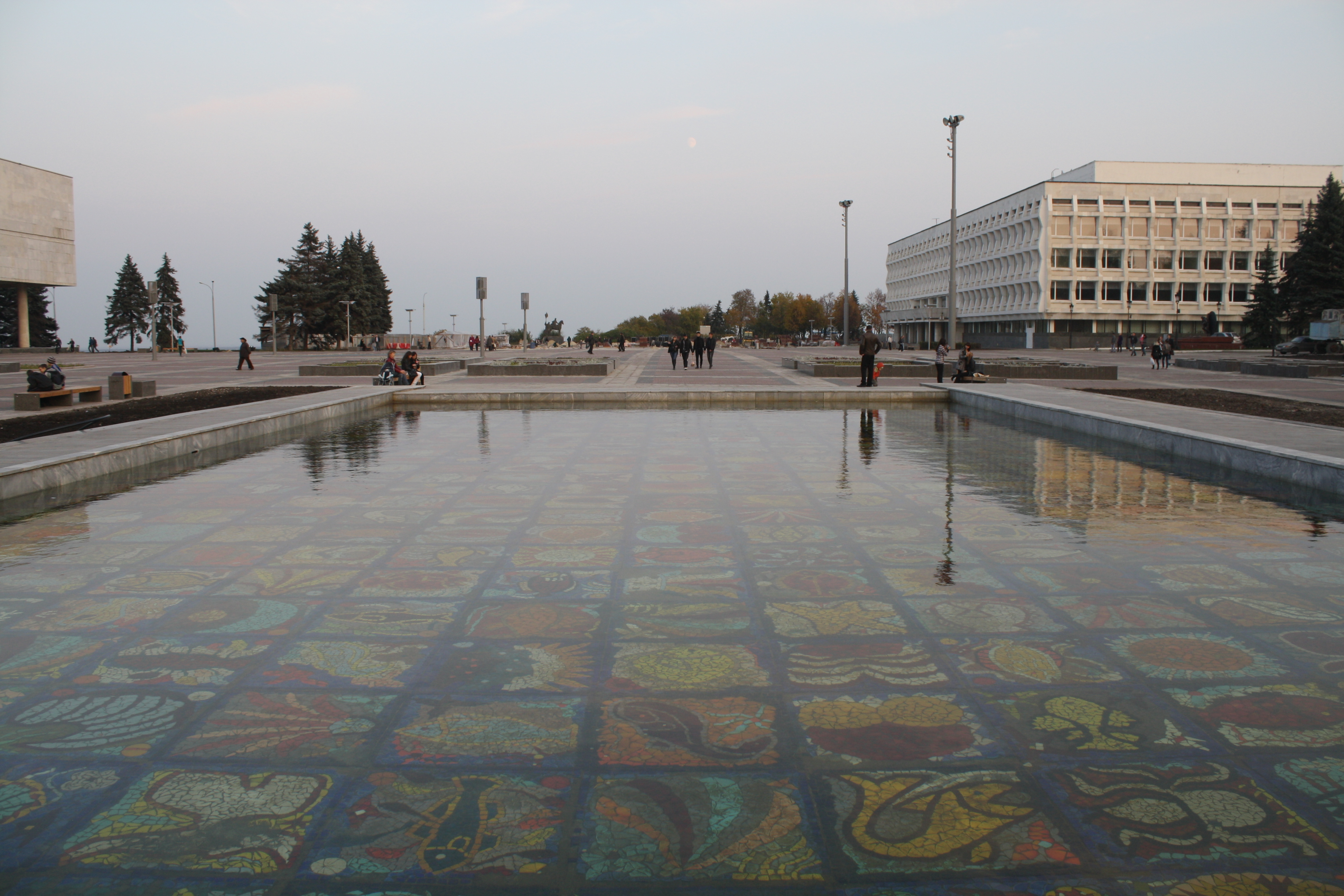
Мозаичный бассейн «Морское дно».
Памятник Дмитрию Разумовскому.
Ульяновский педагогический университет.
Памятник Б. М. Хитрово.
Памятный знак на месте нахождения Троицкого собора.
Памятник К. Марксу.
Областная доска почёта.
Городская доска почёта.
Гостиница «Венец».
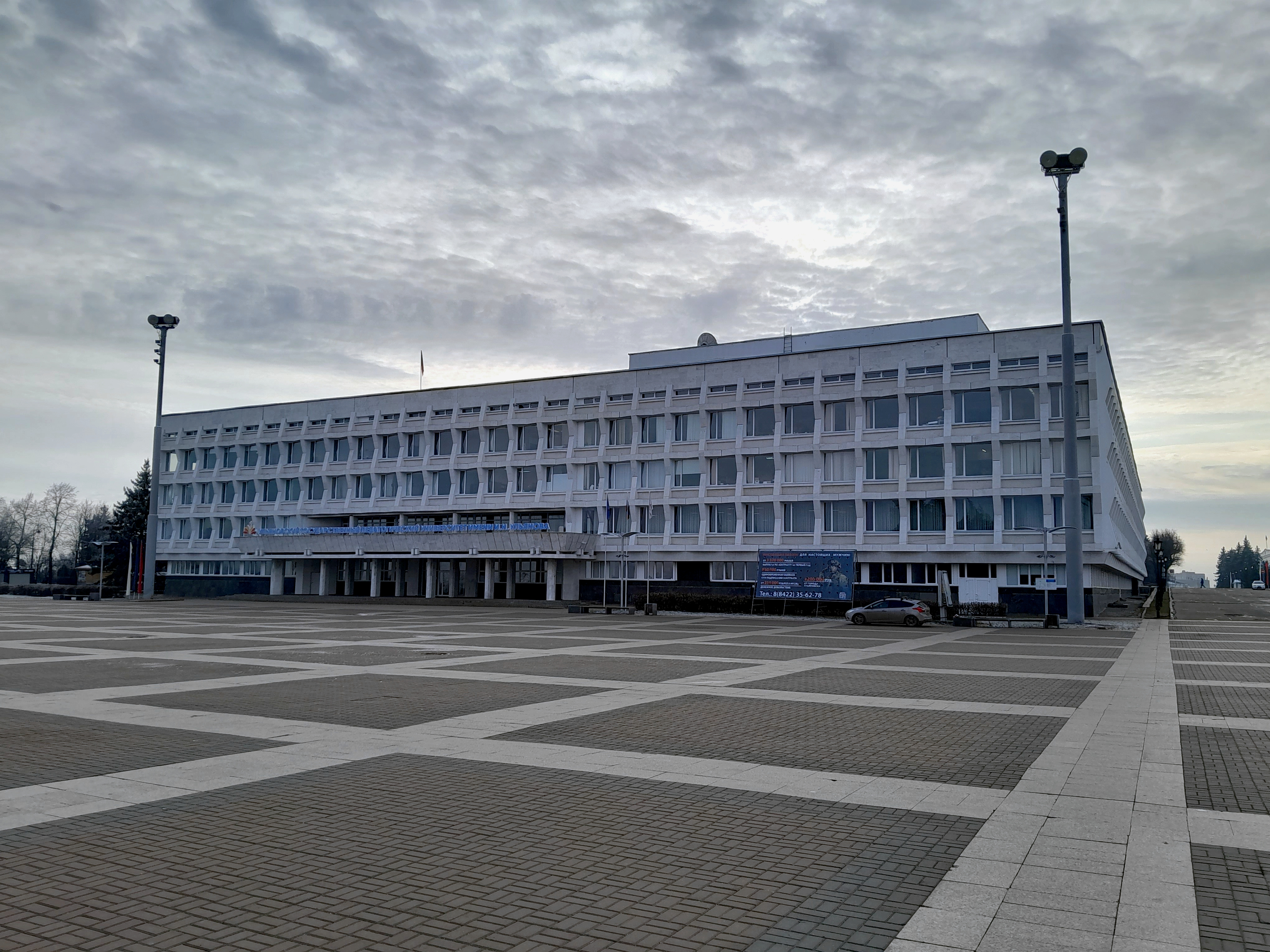
Здание УлГПУ.
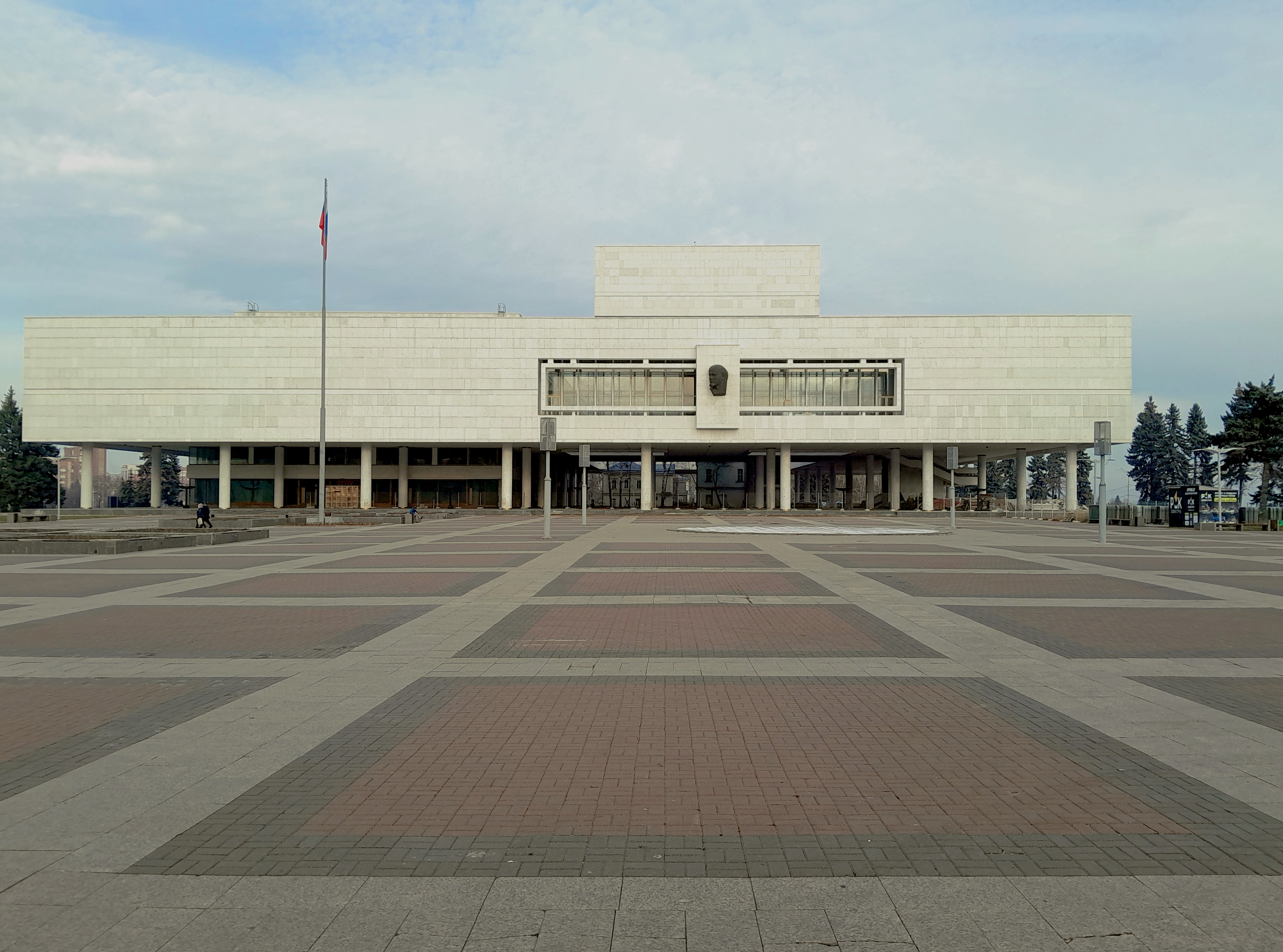
Ленмемориал.
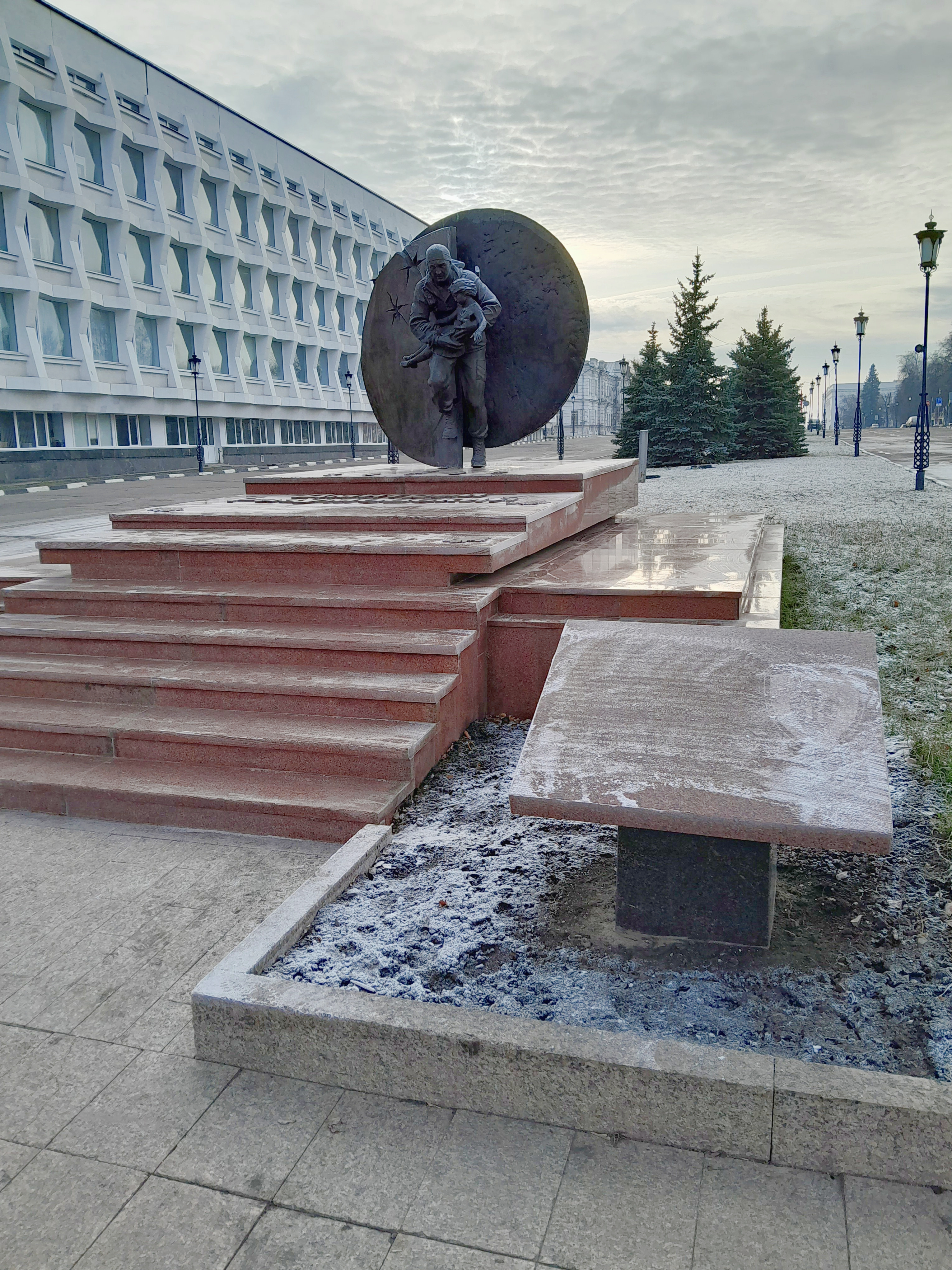
Памятник Дмитрию Разумовскому.
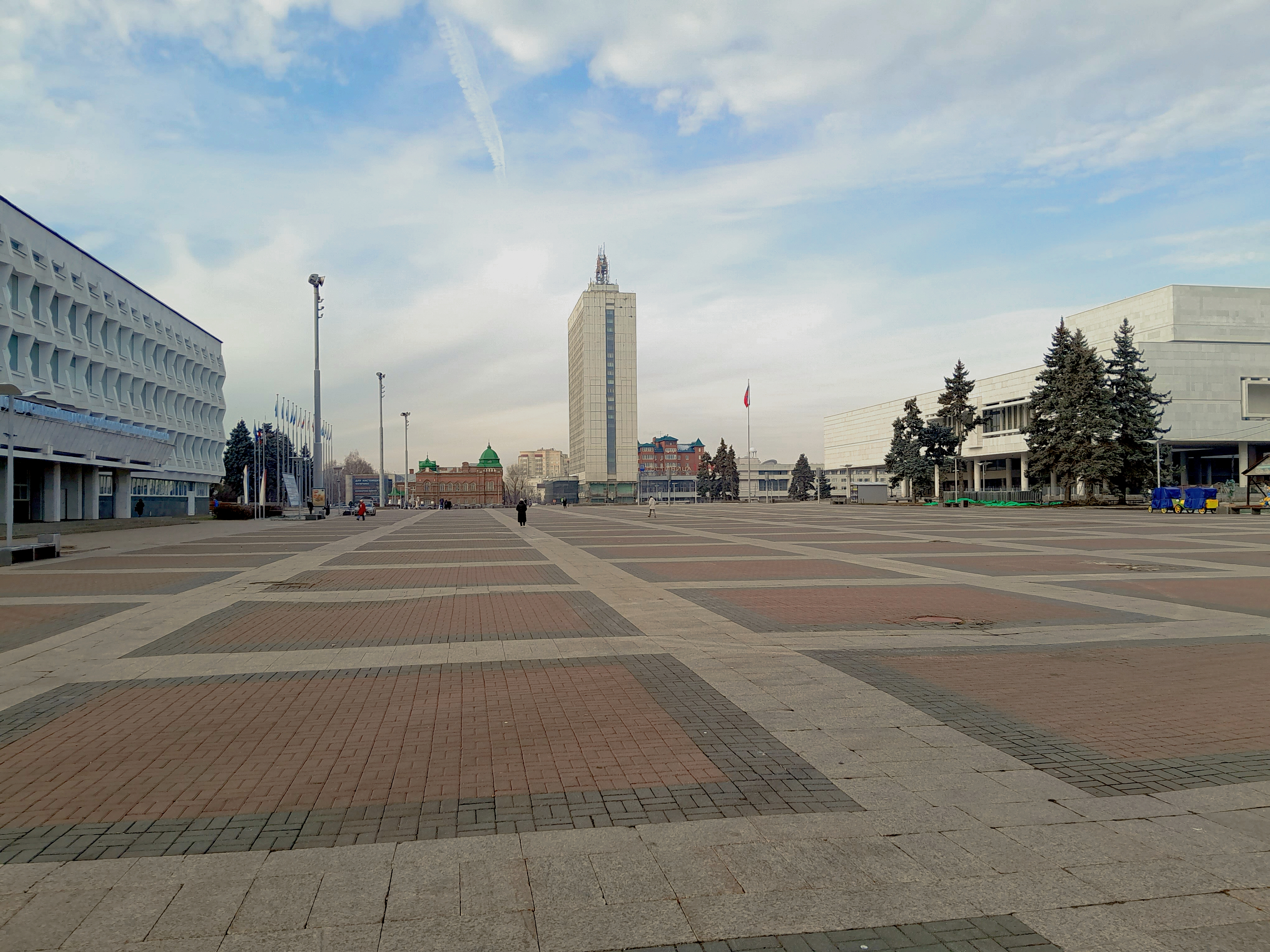
Площадь В. И. Ленина.
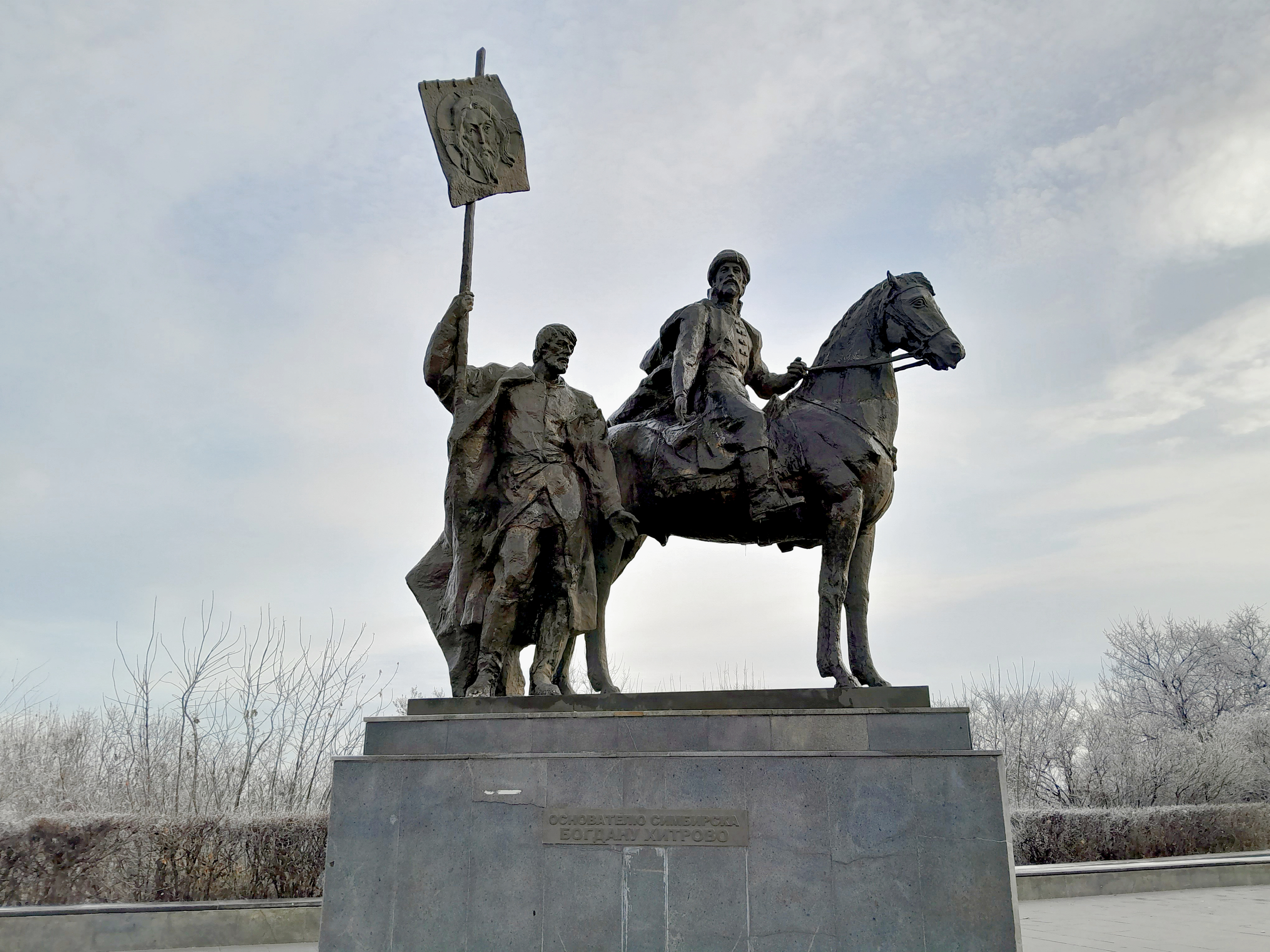
Памятник Б. М. Хитрово.
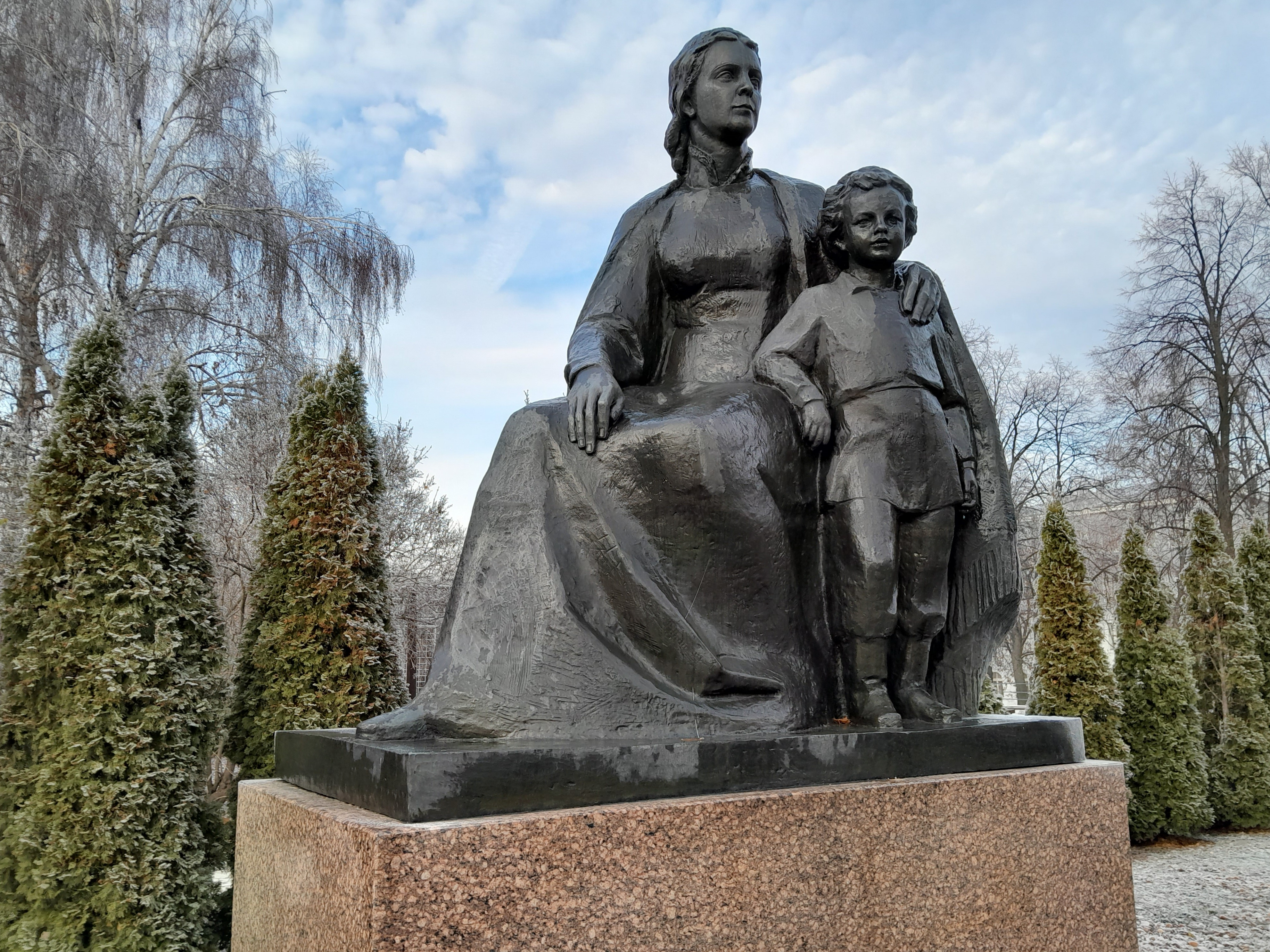
Памятник «М. А. Ульяновой с сыном Володей».
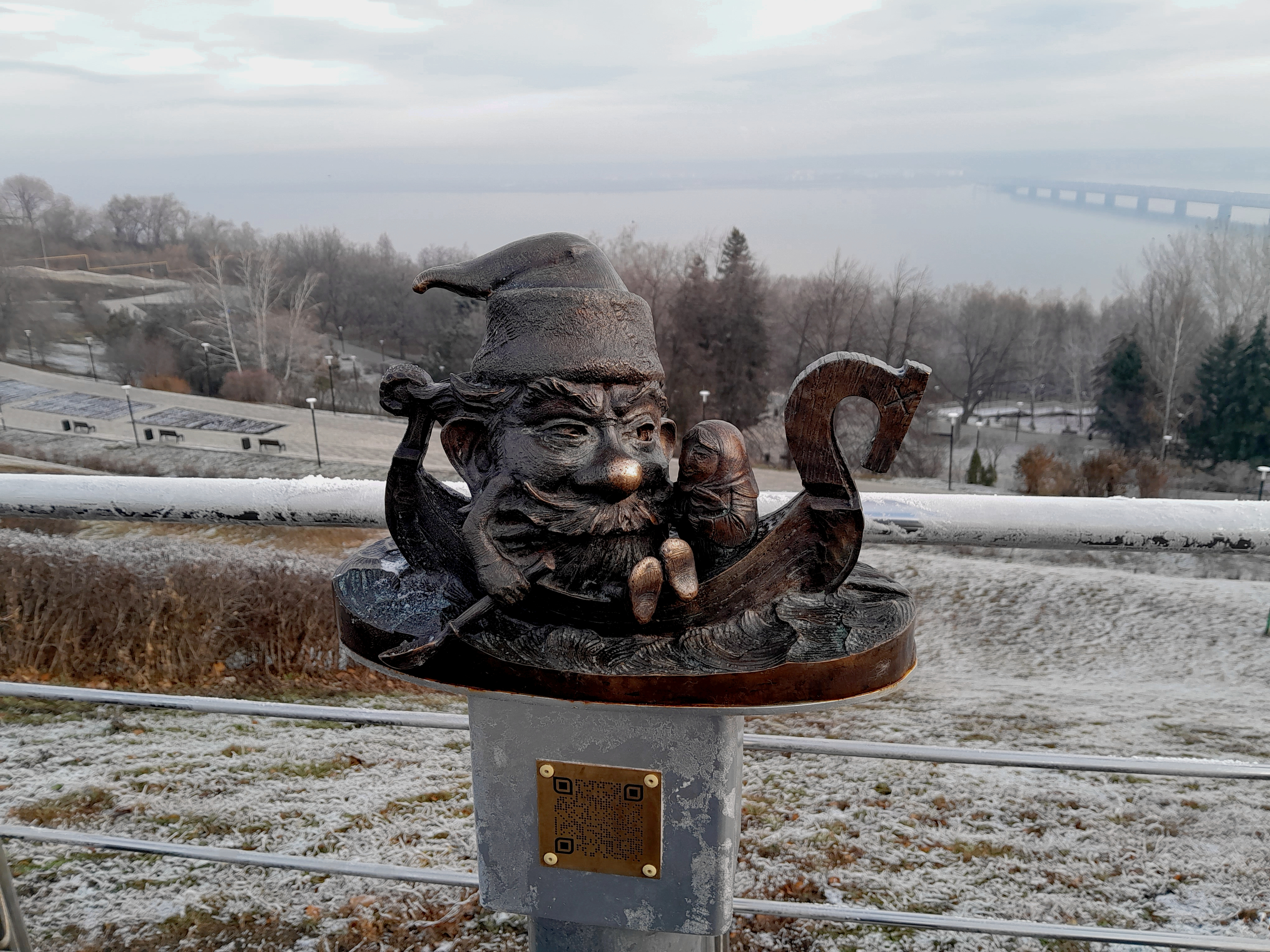
Статуэтка «Колобок — Стенька Разин».
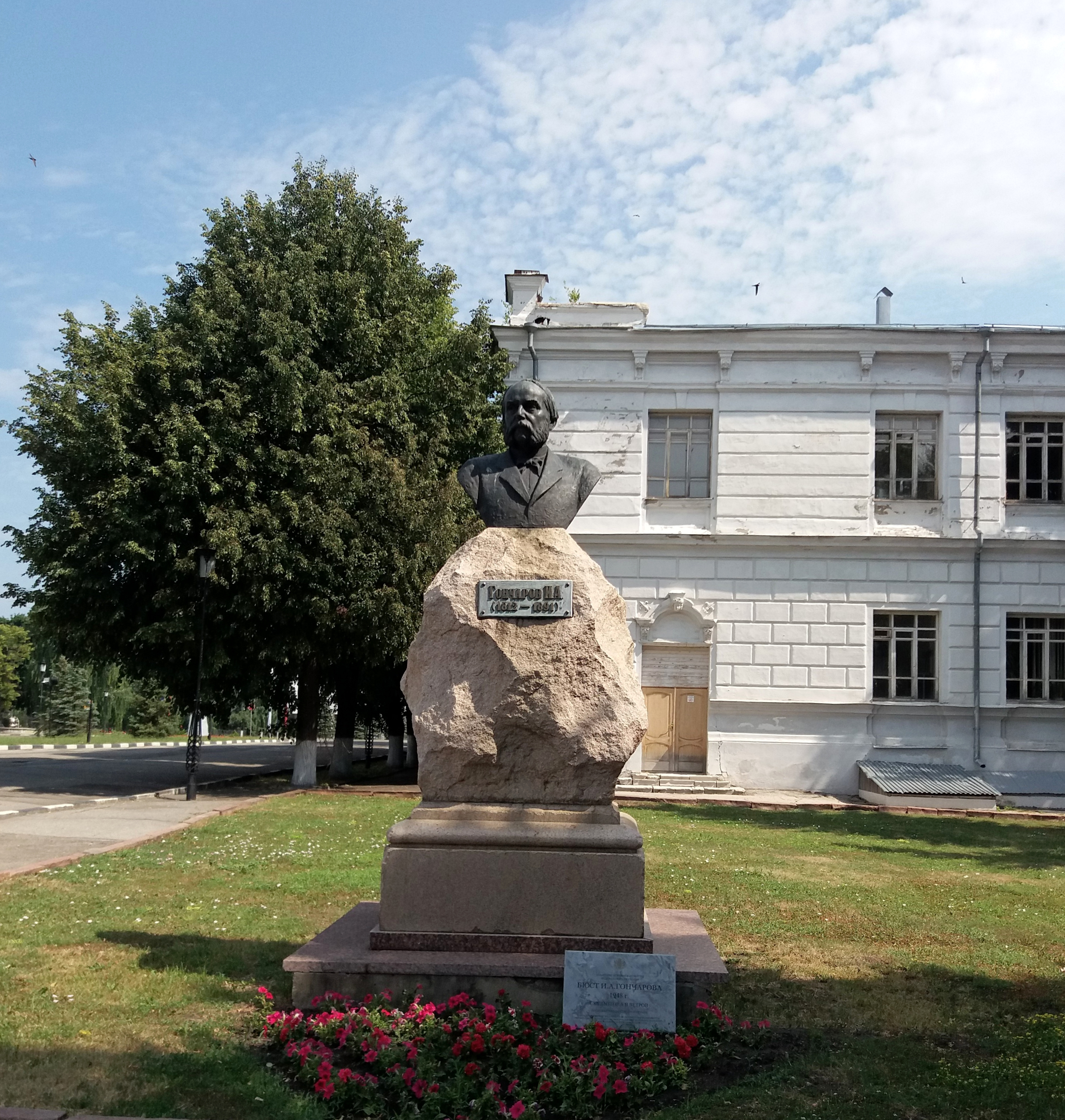
Памятник-бюст Гончарову (1948).

## Площадь Ленина в филателии

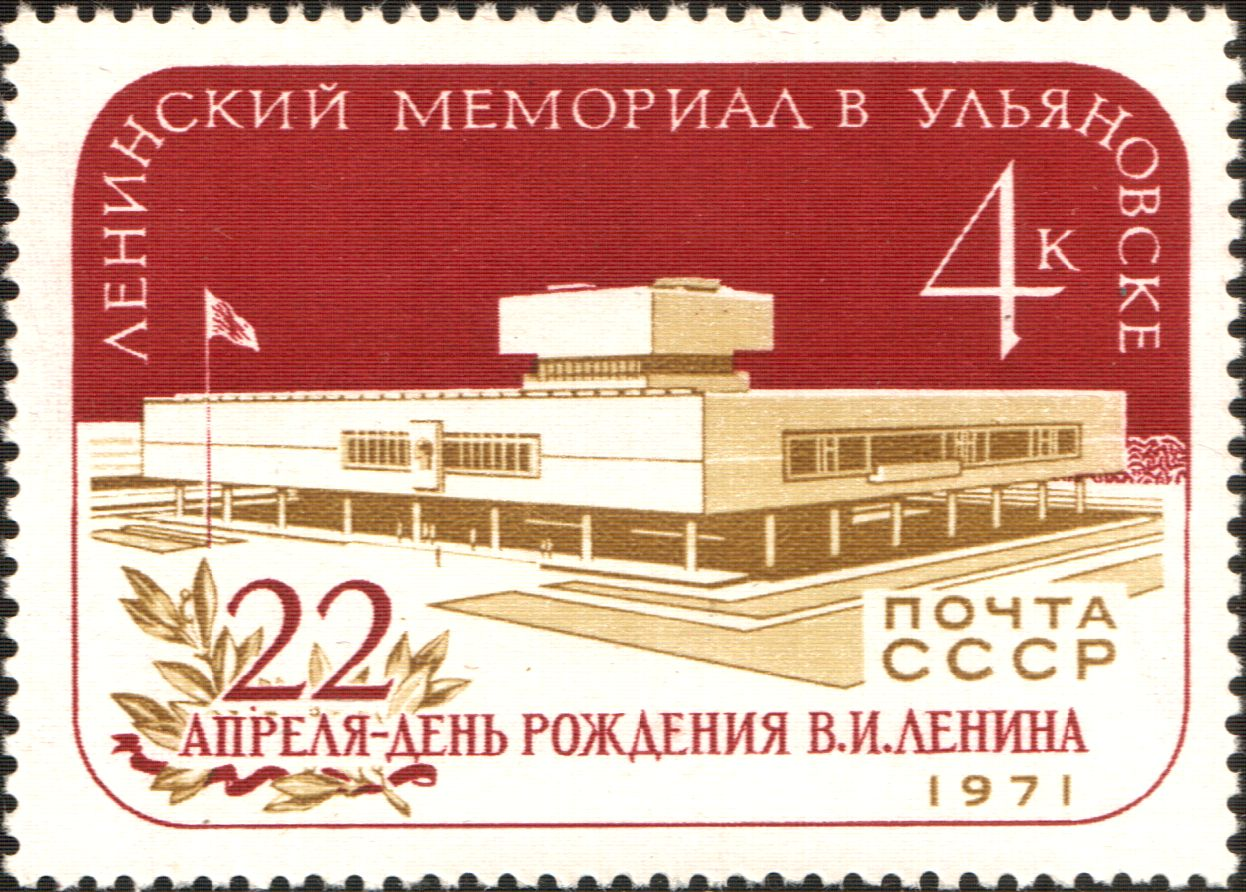
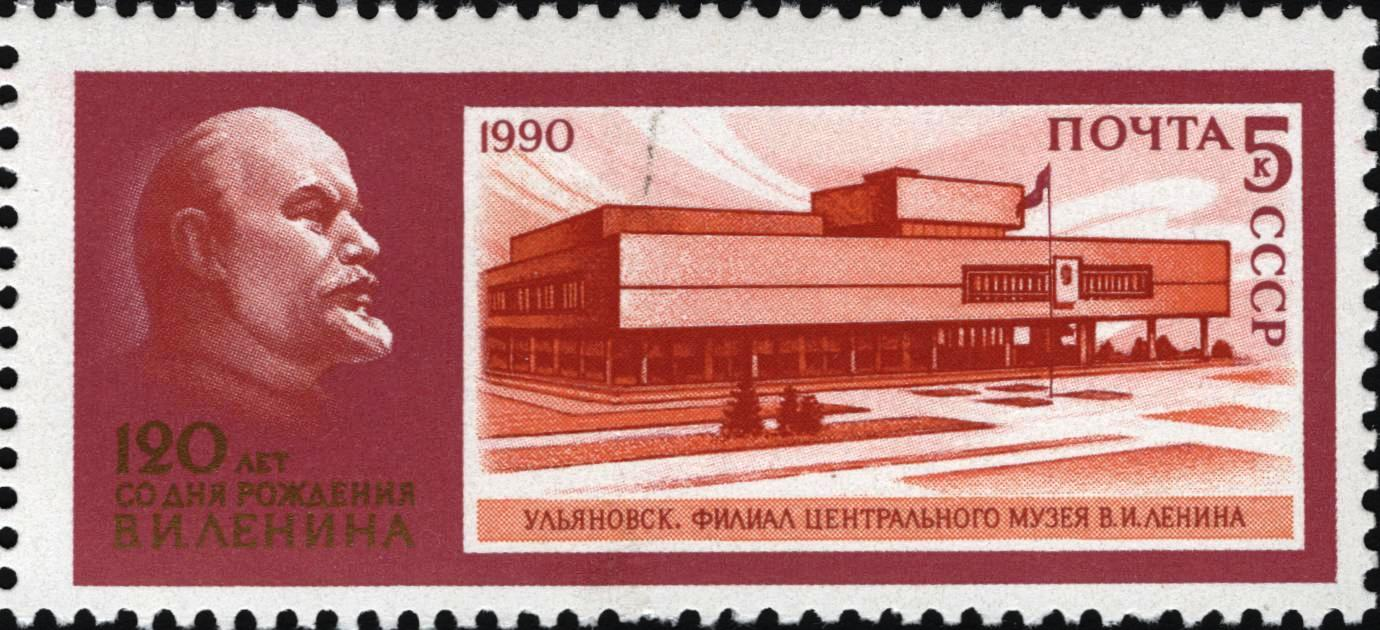
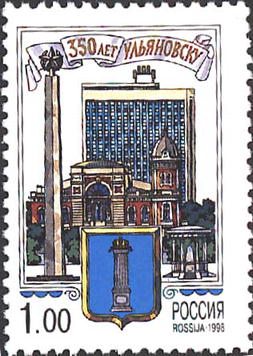
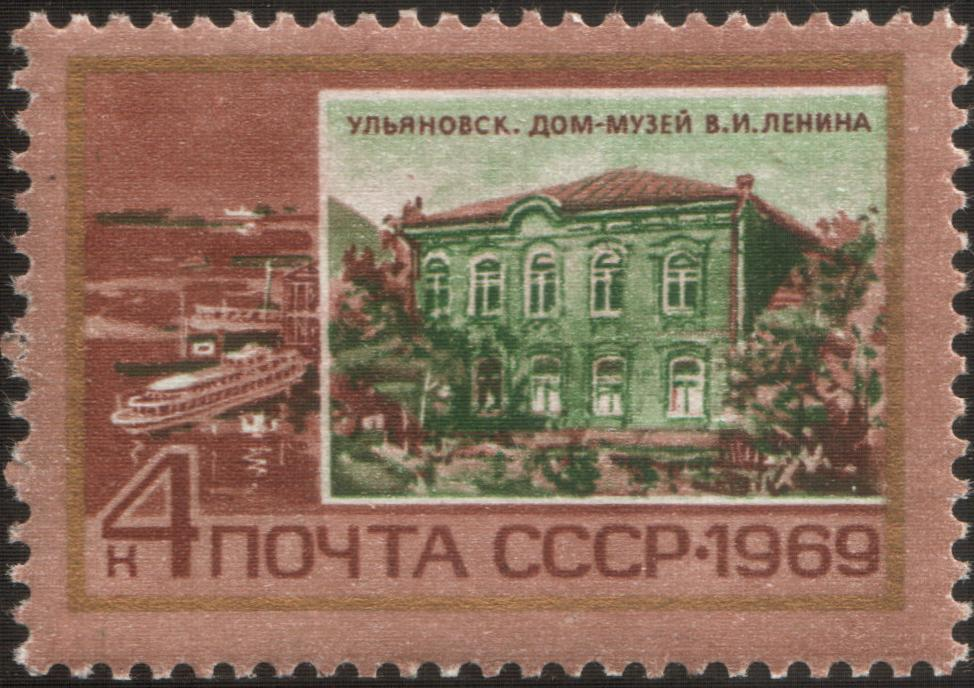
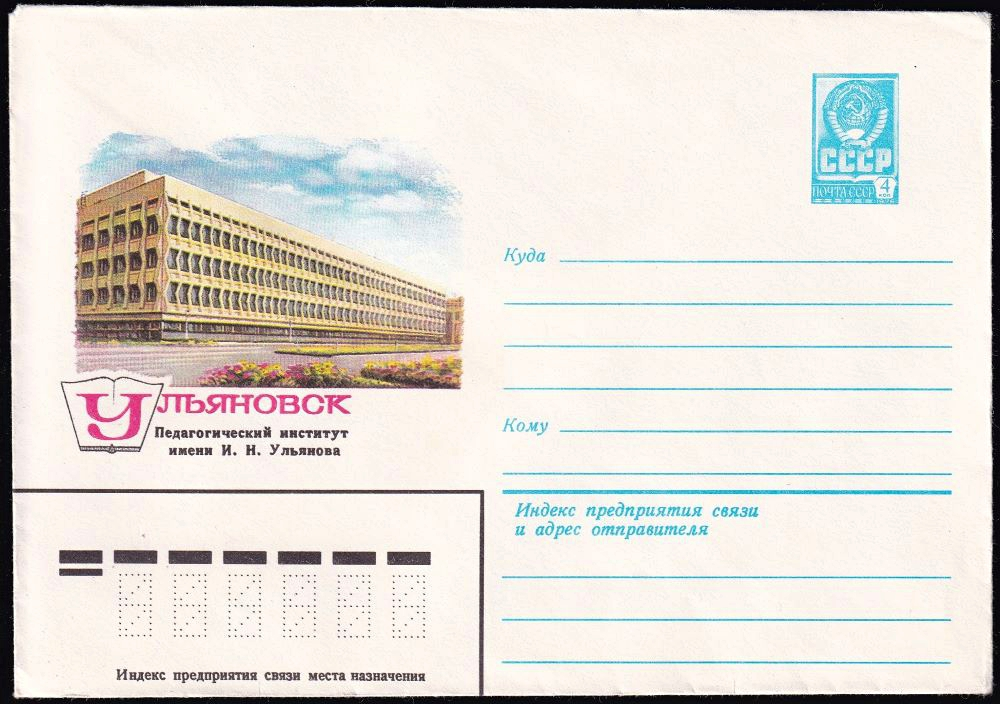
ХМК СССР, 1981. Ульяновск. Педагогический институт имени И. Н. Ульянова.
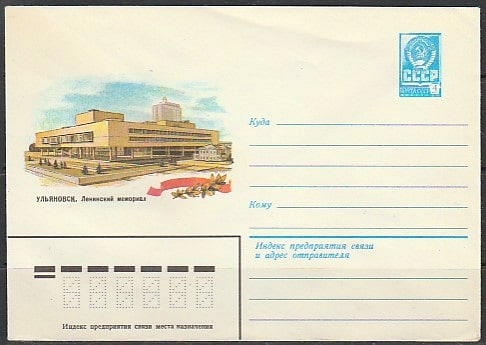
ХМК СССР, 1981. г. Ульяновск. Ленинский мемориал.
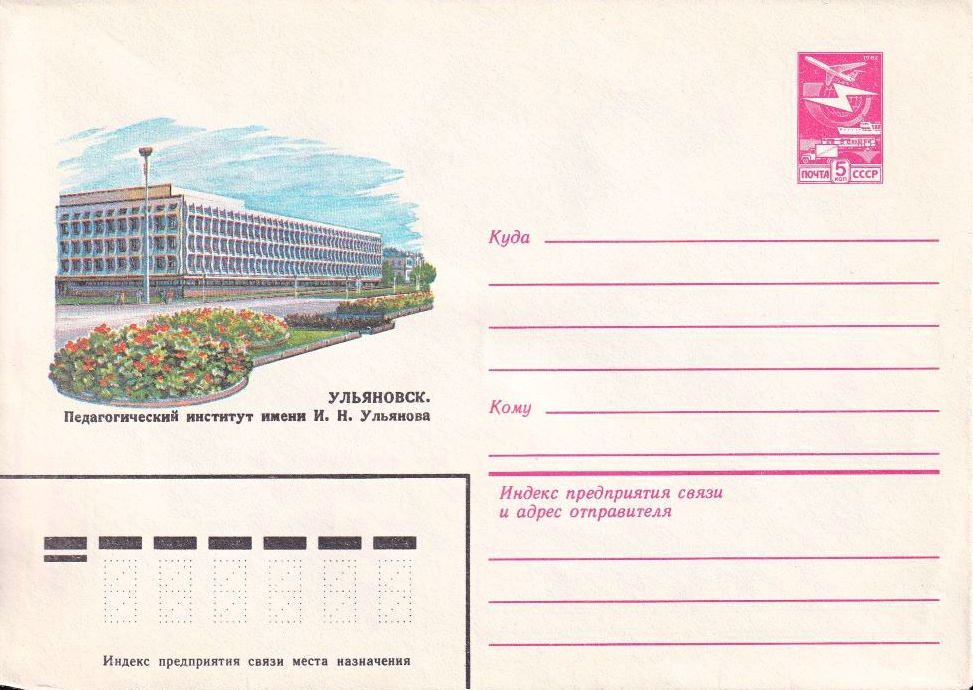
ХМК СССР, 1983. Ульяновск. Педагогический институт им. И. Н. Ульянова.
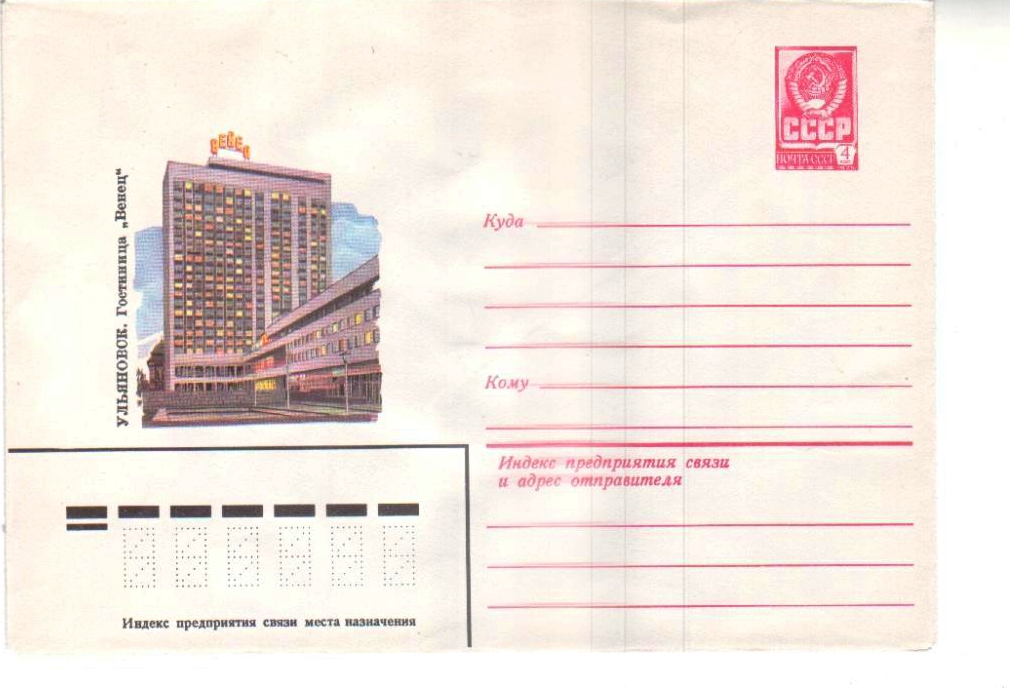
ХМК СССР, 1980. Ульяновск. Гостиница Венец.
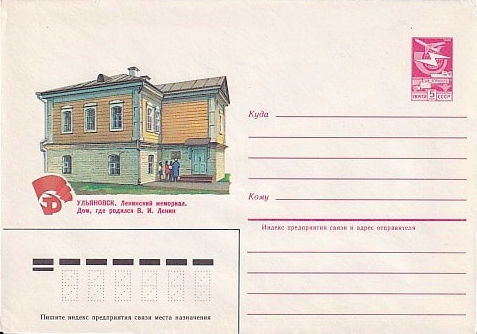
ХМК СССР, 1984. Ульяновск. Дом, где родился В. И. Ленин.
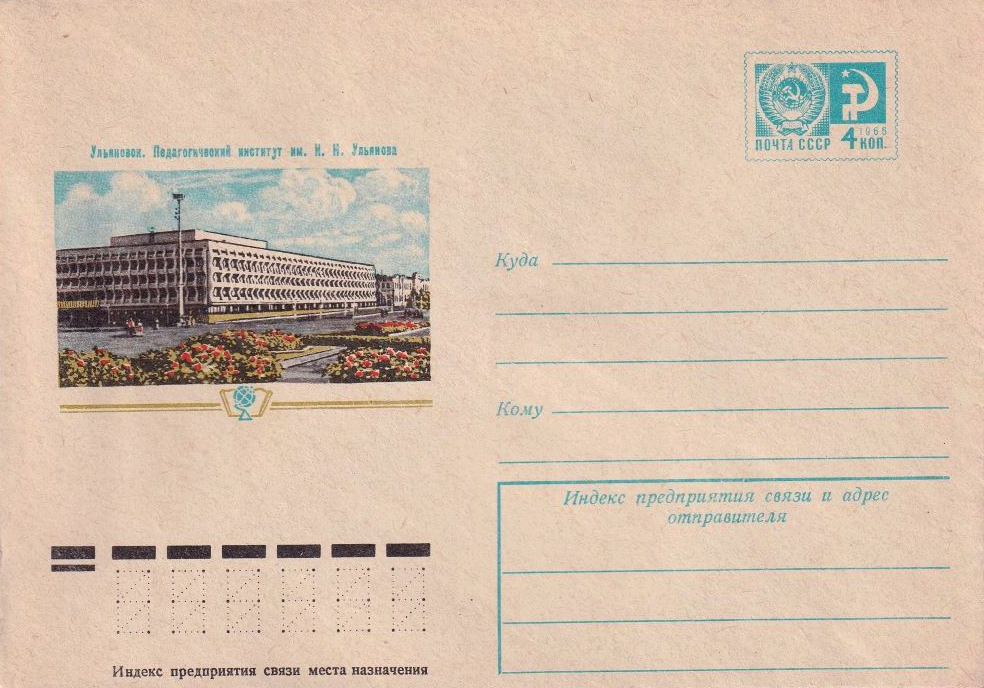
ХМК СССР, 1975. Ульяновский пединститут.
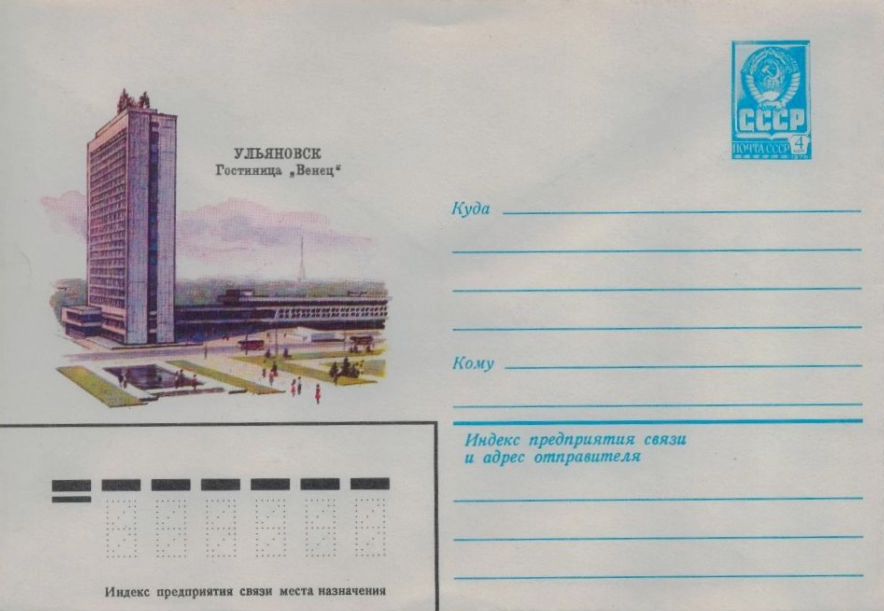
ХМК СССР, 1981. Ульяновск. Гостиница Венец.
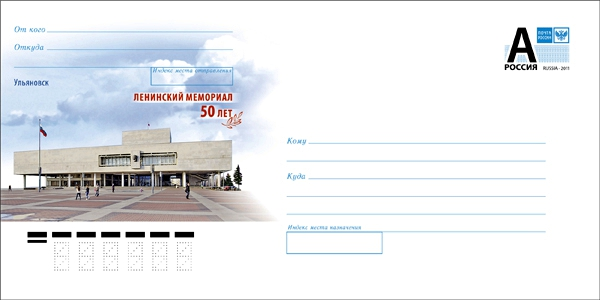
ХМК РФ, 2020. 50 лет Ленинскому мемориалу.